# Pilníkotrncovití
Pilníkotrncovití (Monacanthidae) jsou čeleď mořských paprskoploutvých ryb z řádu čtverzubci (Tetraodontiformes). K červnu roku 2025 tato skupina zahrnuje 27 rodů a 108 druhů.

## Charakteristika
Největším zástupcem pilníkotrncovitých je pilníkotrn velký (Aluterus scriptus), jenž může měřit až 100 cm. Tělo je kryto drobnými šupinami vyrůstajícími v pravidelných řadách, na dotek působí pichlavě. Charakteristickým rysem této čeledi jsou dva hřbetní trny, z nichž druhý bývá výrazně menší až zcela zakrnělý. Chrup se třemi zuby ve vnější a dvěma zuby ve vnitřní řadě každé premaxilly se zvlášť dobře hodí k okusu. Zbarvení se pohybuje mezi světle a tmavě hnědou s různými skvrnami, přičemž všechny druhy jsou schopny barvoměny v závislosti na okolních podmínkách. Objevují se i různé důmyslné formy mimikry, od věrné nápodoby řas u Rudarius excelsus po pilníkotrna černosedlého (Paraluteres prionurus), jenž mimikuje jeden druh jedovatého čtverzubce.
Pilníkotrncovití se vyskytují v Atlantském, Indickém i Tichém oceánu, přičemž největší počet druhů žije v australské oblasti. Nejstarší fosilní zástupce, Aleuterus shigensis, pochází z miocénu Japonska. Tyto ryby obývají rozmanitá stanoviště včetně korálových a skalnatých útesů či mořských luk, a to až do hloubky asi 200 m. Potravní návyky mívají také pestré a mnoho druhů patří mezi všežravce.
Mezi pilníkotrncovitými se objevují druhy žijící samotářsky, v párech, ale i v menších či větších hejnech. Na základě toho se u nich objevují různé rozmnožovací systémy, od monogamie přes polygynii až po promiskuitu. Samice kladou vajíčka buďto do připravených hnízd, anebo na porosty řas (některé druhy ze subtropů ovšem vypouštějí vajíčka volně do vody). Až do vylíhnutí o snůšku typicky pečuje alespoň jeden z rodičů. Larvy se vyvíjejí v pelagiálu.

## Přehled rodů
Následující seznam platných recentních rodů je aktuální k 16. červnu 2025 a vychází z Eschmeyer's Catalog of Fishes:
- Acanthaluteres Bleeker 1865
- Acreichthys Fraser-Brunner 1941
- Aluterus Cloquet 1816
- Amanses Gray 1835
- Anacanthus Gray 1830
- Arotrolepis Fraser-Brunner 1941
- Brachaluteres Bleeker 1865
- Cantherhines Swainson 1839
- Cantheschenia Hutchins 1977
- Chaetodermis Swainson 1839
- Colurodontis Hutchins 1977
- Enigmacanthus Hutchins 2002
- Eubalichthys Whitley 1930
- Lalmohania Hutchins 1994
- Meuschenia Whitley 1929
- Monacanthus Oken 1817
- Nelusetta Whitley 1939
- Oxymonacanthus Bleeker 1865
- Paraluteres Bleeker 1865
- Paramonacanthus Bleeker 1865
- Pervagor Whitley 1930
- Pseudalutarius Bleeker 1865
- Pseudomonacanthus Bleeker 1865
- Rudarius Jordan & Fowler 1902
- Scobinichthys Whitley 1931
- Stephanolepis Gill 1861
- Thamnaconus Smith 1949